# Borowica (schronisko)
Borowica (bułg. Боровица) – schronisko turystyczne w Bułgarii, położone w paśmie górskim Rodopów, na wysokości 360 m n.p.m.
Masywny 3-piętrowy budynek, mający 50 miejsc, węzły sanitarne i łazienki. Ponadto budynek dyspocuje bieżącą wodą, prądem i centralnym ogrzewaniem. Nazwa schroniska pochodzi ot pobliskiej rzeki Borowica. 
Sąsiednie obiekty turystyczne:
- schronisko Mleczino.